# الوكالة الدولية لبحوث السرطان
الوكالة الدولية لبحوث السرطان (يرمز لها اختصاراً IARC من International Agency for Research on Cancer وبالفرنسية CIRC) هي وكالة دولية مختصة بالأبحاث عن مرض السرطان، وهي تابعة لمنظمة الصحة العالمية. يقع مقر الوكالة الرئيسي في مدينة ليون الفرنسية.
تهتم هذه الوكالة بإجراء أو تنسيق الأبحاث عن أسباب مرض السرطان، كما أنها تقوم بدراسات وبائيّة حول هذا المرض في جميع أنحاء العالم. كما تقوم الوكالة بإصدار سلسلة من الأفرودات (الدراسات الفردية) حول المخاطر المسرطنة التي يمكن أن تسببها المواد والمركبات والمزائج الكيميائية.

## تصنيفات الوكالة الدولية لبحوث السرطان
تصنّف الوكالة الدولية لبحوث السرطان العوامل والمزائج والمسببات بالتعرض إلى خمسة تصنيفات:
- المجموعة الأولى: وهي العوامل المسرطنة للبشر
- المجموعة الثانية A: وهي العوامل المسرطنة المحتملة للبشر
- المجموعة الثانية B: وهي العومل المسرطنة الممكنة للبشر
- المجموعة الثالثة: وهي العوامل غير المصنفة على أنها مسرطنة للبشر
- المجموعة الرابعة : وهي العوامل غير المحتملة أن تكون مسرطنة للبشر

## الشفافية
وجهت بهض الانتقادات إلى الوكالة أنها خاضغة تحت تأثير بعض الشركات الصناعية، وزاد هذا الأمر بعد أن قام رئيس الوكالة السابق لورينزو توماتس Lorenzo Tomatis بنشر بحث اتهم فيه IARC بإخفاء مخاطر الكيماويات الصناعية.

## وصلات خارجية
- الموقع الرسمي للوكالة الدولية لبحوث السرطان